# Seguapallene micronesica
Seguapallene micronesica is een zeespin uit de familie Callipallenidae. De soort behoort tot het geslacht Seguapallene. Seguapallene micronesica werd in 1983 voor het eerst wetenschappelijk beschreven door Child. 